# 岡山県道286号里庄地頭上線
岡山県道286号里庄地頭上線（おかやまけんどう286ごう さとしょうぢとうかみせん）は、岡山県浅口郡里庄町から浅口市に至る一般県道である。

## 概要
浅口郡里庄町大字里見から浅口市鴨方町地頭上に至る。浅口市の市街を抜ける岡山県道64号矢掛寄島線を迂回する経路をとる。

### 路線データ
- 起点 : 岡山県浅口郡里庄町大字里見（手ノ際交差点、国道2号・岡山県道64号矢掛寄島線交点）
- 終点 : 岡山県浅口市鴨方町地頭上（岡山県道64号矢掛寄島線旧道交点）
- 実延長：7.6 km[注釈 1][1]

## 歴史
前身は、岡山県道168号関戸金光線、岡山県道285号地頭上笠岡線、岡山県道286号小坂西寄島線の各一部分である。各路線の岡山県道60号倉敷笠岡線に移行しなかった部分をつなげて本路線となる。

### 年表
- 1993年（平成5年）5月11日 - 建設省から、県道関戸金光線の一部・県道地頭上笠岡線の一部を倉敷笠岡線として主要地方道に指定される[2]。
- 1994年（平成6年）4月1日 - 岡山県告示第250号により認定。
- 2006年（平成18年）3月21日 - 浅口郡のうちの鴨方町・金光町・寄島町の3町が対等合併し、浅口市が発足。

## 路線状況
浅口郡里庄町大字里見の岡山県道434号小坂西六条院中線重用区間以北より浅口市鴨方町小坂東の岡山県道168号新賀小坂東線（備南街道北線）重用区間にかけては、岡山県営広域営農団地農道備南地区を整備するにあたり、現道活用区間として改修（拡幅およびバイパス化）された一方で、これより終点にかけては従来の旧街道（寄島往来）を踏襲した狭隘区間となっている。

### 通称
- 備南街道南線（浅口郡里庄町大字里見 - 浅口市鴨方町小坂東）
- 備南街道北線（浅口市鴨方町小坂東）

### 重複区間
- 岡山県道434号小坂西六条院中線（浅口郡里庄町大字里見）
- 岡山県営広域営農団地農道備南地区南幹線（浅口郡里庄町大字里見 - 浅口市鴨方町小坂東）
- 岡山県道60号倉敷笠岡線（浅口市鴨方町小坂西）
- 岡山県道168号新賀小坂東線（浅口市鴨方町小坂東）

### 並行する旧街道
- 寄島往来

## 地理

### 通過する自治体
- 岡山県
  - 浅口郡里庄町 - 浅口市

### 交差する道路
| 交差する道路 | 市町村名 | 市町村名 | 交差する場所 | 交差する場所        |
| --- | -------- | -------- | ------------ | ------------------- |
| 国道2号 岡山県道64号矢掛寄島線                                                                                         | 浅口郡   | 里庄町   | 大字里見     | 手ノ際交差点 / 起点 |
| 岡山県道434号小坂西六条院中線 重複区間起点                                                                             | 浅口郡   | 里庄町   | 大字里見     |                     |
| 岡山県道434号小坂西六条院中線 重複区間終点                                                                             | 浅口郡   | 里庄町   | 大字里見     |                     |
| 岡山県営広域営農団地農道備南地区南幹線 / 広域農道備南街道南線 重複区間起点                                             | 浅口郡   | 里庄町   | 大字里見     |                     |
| 岡山県道60号倉敷笠岡線 重複区間起点                                                                                    | 浅口市   | 浅口市   | 鴨方町小坂西 |                     |
| 岡山県道60号倉敷笠岡線 重複区間終点                                                                                    | 浅口市   | 浅口市   | 鴨方町小坂西 |                     |
| 岡山県道168号新賀小坂東線 / 備南街道北線 重複区間起点 岡山県営広域営農団地農道備南地区 / 広域農道備南街道 重複区間終点 | 浅口市   | 浅口市   | 鴨方町小坂東 |                     |
| 岡山県道155号鴨方矢掛線 岡山県道168号新賀小坂東線 / 備南街道北線 重複区間終点                                          | 浅口市   | 浅口市   | 鴨方町小坂東 | 杉谷交差点          |
| 岡山県道64号矢掛寄島線 / 旧道                                                                                          | 浅口市   | 浅口市   | 鴨方町地頭上 | 終点                |

### 交差する鉄道
- 山陽本線 寄島街道踏切（浅口郡里庄町里見）
- 山陽新幹線（浅口市鴨方町小坂西）

### 沿線
- 里庄町立里庄東小学校（浅口郡里庄町大字里見）
- アゼアス 岡山事業所（浅口郡里庄町大字里見）
- 扶桑薬品工業 岡山工場（浅口郡里庄町大字里見）
- 浅口市立鴨方西小学校（浅口市鴨方町小坂東）
- かも川手延素麺（浅口市鴨方町小坂東）
- 丸本酒造（浅口市鴨方町本庄）